# لیتل ویچینگهام
لیتل ویچینگهام (به انگلیسی: Little Witchingham) یک روستا و محله مدنی در بریتانیا است که در Broadland واقع شده‌است. لیتل ویچینگهام ۳٫۰۱ کیلومتر مربع مساحت و ۳۶ نفر جمعیت دارد.